# Ferrovia di Mora

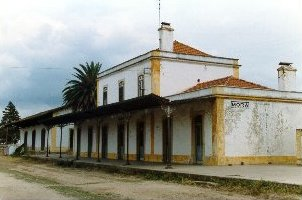
Stazione di Mora dismessa

La ferrovia di Mora (in portoghese Ramal de Mora) era una linea ferroviaria portoghese a scartamento iberico 1668 mm, lunga circa 60 km che collegava la città di Évora con Mora. 

## Storia
La ferrovia venne costruita allo scopo di dotare la regione a Nord di Évora, allora priva di collegamenti, di un'infrastruttura in grado di convogliare i prodotti agroalimentari verso la capitale, Lisbona. Il primo tratto, fino alla stazione di Arraiolos fu completato nel 1907.
I lavori furono ultimati l'11 luglio 1908 ed era previsto anche un proseguimento, mai realizzato verso la stazione di Ponte de Sor, sulla ferrovia dell'Est.
La ferrovia di Mora favorì la nascita di grandi stabilimenti agroalimentati quali la "Fábrica dos Leões".
Il declino del traffico indusse, nel 1948, la Companhia dos Caminhos de Ferro Portugueses ad acquistare automotrici economiche per l'esercizio delle linee secondarie tra cui era la linea di Mora.
Nel 1988 la ferrovia fu chiusa all'esercizio e qualche anno dopo venne smantellata. Il sedime rimasto è stato utilizzato come strada pedonale e ciclovia PT12.
| Unknown route-map component "STR+l" |

| Unknown route-map component "KBHFxe" |

| Unknown route-map component "exABZgr" |

| Unknown route-map component "exHST" |

| Unknown route-map component "exHST" |

| Unknown route-map component "exHST" |

| Unknown route-map component "exBHF" |

| Unknown route-map component "exHST" |

| Unknown route-map component "exHST" |

| Unknown route-map component "exHST" |

| Unknown route-map component "exKBHFe" |